# Kukulcania hurca
Kukulcania hurca är en spindelart som först beskrevs av Chamberlin och Ivie 1942.  Kukulcania hurca ingår i släktet Kukulcania och familjen Filistatidae. Inga underarter finns listade i Catalogue of Life.